# Paio Mendes
Paio Mendes ist eine ehemalige Gemeinde (Freguesia) im portugiesischen Kreis Ferreira do Zêzere. In ihr leben 495 Einwohner (Stand 30. Juni 2011).

## Geschichte
Der Ort wurde im 13. Jahrhundert durch den Ritter Paio Mendes gegründet, im Zuge der Siedlungspolitik nach der Reconquista. Die Ortschaft gehörte zum Gebiet Castelo de Ceras, das Portugals erster König D. Afonso Henriques den Tempelrittern überschrieb. Bis 1311 unterstand das Gebiet dem Templerorden. Nach dessen Auflösung 1319 ging das Gebiet in den Besitz der Christusritter über, dem Nachfolgeorden der Templer. Im Zuge der Auflösung und Enteignung aller kirchlicher Orden in Portugal im Jahr 1834, nach der Liberalen Revolution 1822, endete auch die Herrschaft des Ordens über dieses Gebiet. Paio Mendes wurde eine Gemeinde im Kreis von Dornes, seit dessen Auflösung 1836 gehört die Gemeinde zum Kreis Ferreira do Zêzere.

## Verwaltung
Paio Mendes war eine Gemeinde (Freguesia) im Kreis (Concelho) von Ferreira do Zêzere, im Distrikt Santarém. Im Zuge der administrativen Neuordnung in Portugal wurde sie 2013 mit Dornes zur neuen Gemeinde Nossa Senhora do Pranto zusammengefasst.
Im Gebiet der ehemaligen Gemeinde Paio Mendes liegen folgende Ortschaften:
| - Aldeia - Alqueidão - Casal da Cruz - Castelo - Costa | - Courelas - Encharia - Ereira - Freixial - Fundo Darva | - Galeguia - Gericó, - Lameirancha - Lameiras - Levada | - Outeiro da Frazoeira - Paio Mendes - Pau Mau - Porto Chão - Relvas | - Salão de Cima - Soutos da Ereira - Vale de Lameiras - Vale Perro - Vales |

## Söhne und Töchter der Gemeinde
- Ivone Silva (1935–1987), Schauspielerin